# Symphonie no 58 de Joseph Haydn
La Symphonie no 58 de Joseph Haydn en fa majeur Hob.58 est une symphonie du compositeur autrichien Joseph Haydn. Composée en 1774, elle comporte quatre mouvements.

## Analyse de l'œuvre
1. Allegro
2. Andante
3. Menuet
4. Presto

Durée approximative : 20 minutes.

## Instrumentation
- deux hautbois, deux cors, cordes.